# Presidente Eduardo Frei Montalva
Base Eduardo Frei Montalva – całoroczna stacja polarna należąca do Chile, położona na Wyspie Króla Jerzego w archipelagu Szetlandów Południowych. Jest największą chilijską stacją polarną w Antarktyce. Stacją zarządzają Chilijskie Siły Powietrzne.

## Położenie
Stacja znajduje się nad Zatoką Maxwella na wolnym od lodu południowo-zachodnim krańcu wyspy. W niewielkiej odległości znajdują się stacje Bellingshausen, Escudero i Wielki Mur. Częścią bazy jest cywilne osiedle Villa Las Estrellas. Stacja posiada lotnisko (hiszp. Teniente Rodolfo Marsh Martin Aerodrome) z pasem długości 1292 m, obsługujące loty międzykontynentalne. Patronem stacji jest prezydent Chile, Eduardo Frei Montalva.

## Działalność
Stacja powstała w 1969 roku, aby zastąpić stację Presidente Pedro Aguirre Cerda na Deception Island, zniszczoną przez wybuch wulkanu w 1967. Oprócz funkcji logistycznej, stacja od początku działalności prowadzi badania meteorologiczne. Morski klimat Wyspy Króla Jerzego sprawia, że temperatura zmienia się w ciągu roku od 2 do –10 °C. Ciśnienie powietrza najwyższe jest wiosną i jesienią, wiatry wieją przeważnie z zachodu i północnego zachodu. Niebo ponad stacją jest zachmurzone przez 70% dni w miesiącu.